# Sadîc
Sadîc ist eine Gemeinde im Rajon Cantemir, Republik Moldau. Sie besteht aus den Dörfern Sadîc und Taraclia.

## Geographie
Das Dorf Sadîc liegt im südlichen Teil der Republik Moldau, im weiten Tal des Flusses Ialpugel, etwa 4 km von der Straße Cantemir-Comrat entfernt. Im Norden grenzt Sadîc an Congazcic. Im östlichen Teil grenzt es an die Güter der Dörfer Chirsova und Congaz, im südlichen Teil an das Landgut Taraclia, hinter dem das gagausische Dorf Cârlăneni liegt, und im Westen an die Ländereien der Dörfer Bobocia, Șamalia und Vişinești.

## Geschichte
Das Dorf Sadâc wird zum ersten Mal in einer Liste von Orten aus dem Jahr 1808 dokumentiert. Die Daten auf dieser Liste befinden sich in einer Depesche, die der Großschatzmeister der Republik Moldau, Iordache Ruset-Roznovanu, am 14. Mai 1812 an den Senator Krasno-Milasevici, den Präsidenten der des Fürstentums Moldau und des der Walachei, sandte.

## Demografie
Laut der Volkszählung von 2004 leben in Sadîc:
| Ethnie           | Bevölkerung | % Prozent      |
| ---------------- | ----------- | -------------- |
| Moldauer Rumänen | 2079 4      | 97,29 % 0,19 % |
| Gagausen         | 30          | 1,40 %         |
| Russen           | 11          | 0,51 %         |
| Bulgaren         | 10          | 0,47 %         |
| Ukrainer         | 2           | 0,09 %         |
| Andere           | 1           | 0,05 %         |
| Total            | 2137        |                |

## Etymologie
Das Toponym Sadâc hat türkisch-tatarischen Ursprung und bedeutet „treu, aufrichtig, ehrlich“.  Womöglich leitete sich die Bezeichnung vom Namen eines Tatarenanführers ab.

## Persönlichkeiten
- Nicolae Sulac (1936–2003), Volksmusiksänger
- Vasile Zamfir, Violinist